# Umaro Sissoco Embaló
Umaro El-Mokhtar Sissoco Embaló (Bissau, 23 de setembre de 1972) és un politòleg, militar i polític de Guinea-Bissau. És el president del país des del 27 de febrer de 2020. Prèviament va exercir com a Primer Ministre entre el 18 de novembre de 2016 i el 16 de gener de 2018.

És llicenciat en Relacions Internacionals per l'Institut Superior de Ciències Socials i Polítiques de la Universitat Tècnica de Lisboa i té un màster en Ciències Polítiques i un Doctorat en Relacions Internacionals per la Universitat Complutense de Madrid. Va servir a l'exèrcit, realitzant estudis de defensa nacional al Centre de Defensa Nacional d'Espanya i altres estudis sobre seguretat nacional a Bèlgica, Israel, Sud-àfrica, Japó i França. Va pujar al rang de general de brigada.
A més, és especialista en assumptes africans i de l'Orient Mitjà i en assumptes de defensa, cooperació internacional i desenvolupament. Va ser ministre d'assumptes africans i Primer ministre abans de ser president de Guinea-Bissau